# Eero Kilpeläinen
Eero Kilpeläinen (* 7. Mai 1985 in Juva) ist ein ehemaliger finnischer Eishockeytorwart. Bei der Weltmeisterschaft 2018 stand er im finnischen Kader, kam aber nicht zum Einsatz.

## Karriere
Eero Kilpeläinen begann seine Karriere als Eishockeyspieler in seiner Heimatstadt in der Nachwuchsabteilung von JuPa. Über Mikkelin Jukurit kam er 2001 zu Kalevan Pallo, wo er in der Saison 2002/03 in der zweitklassigen Mestis debütierte. Anschließend wurde er im NHL Entry Draft 2003 in der fünften Runde als insgesamt 144. Spieler von den Dallas Stars ausgewählt. Doch erst, als er 2004 von den Peterborough Petes im CHL Import Draft in der zweiten Runde an insgesamt 63. Position gezogen worden war, wechselte er für ein Jahr nach Nordamerika in die Ontario Hockey League. 2005 kehrte er in die Mestis zurück und erreichte im Tor von Kokkolan Hermes die beste Fangquote dieser Liga. Daraufhin wurde er 2006 von Porin Ässät aus der erstklassigen SM-liiga verpflichtet, wo er bis 2011 spielte.
Nach zwei Jahren beim Ligakonkurrenten Jokerit und beim Schweizer Verein EV Zug kehrte er zu Kalevan Pallo zurück. Bei dem Team aus Kuopio erreichte er 2016 die beste Fangquote der Liiga. Im Folgejahr wurde er mit der Urpo-Ylönen-Trophäe der Liiga ausgezeichnet und auch in das All-Star-Team gewählt. Anschließend wechselte er nach Schweden zum Örebro HK. Nach seiner erneuten Rückkehr zu Kalevan Pallo 2019 erreichte er in der Spielzeit 2020/21 den zweitbesten Gegentorschnitt hinter Lassi Lehtinen von Rauman Lukko. Nachdem er 2022 mit seinem Klub die Playoffs verpasst hatte, beendete er seine Karriere.

### International
Für Finnland nahm Kilpeläinen im Juniorenbereich an der U18-Junioren-Weltmeisterschaft 2003, als er mit seinem Team Siebter wurde.
Im Seniorenbereich stand er bei den Austragungen 2010/11, 2015/16 und 2017/18 im Aufgebot seines Landes bei der Euro Hockey Tour. Bei der Weltmeisterschaft 2018 stand er im finnischen Kader, kam aber nicht zum Einsatz.

## Erfolge und Auszeichnungen
- 2006 Höchste Fangquote der Mestis-Hauptrunde
- 2016 Höchste Fangquote der Liiga-Hauptrunde
- 2017 Urpo-Ylönen-Trophäe
- 2017 All-Star-Team der Liiga